# Peljee Adarsuren
Peljee Adarsuren (mongol cyrillique : Пэлжээгийн Адарсүрэн, translittération : Peljeegiin Adarsuren), surnommé Artiste populaire P. Adarusuren (Ардын жүжигчин П. Адарсүрэн), né le 1er mars 1942 et décédé le 19 octobre 1998, est un chanteur populaire mongol de Mongolie. Sa musique prend la base mélodique pentatonique de la musique folklorique mongole. Il chante des morceaux accompagnés de yatgas ou accompagné des instruments des groupes rock des années 1950 («Нийслэлийн охин»).

## Discographie
Parmi ses succès, on peut citer :
- «Ээж минь» (Eej min, « Ma mère »)
- «Энх улирал» (Enkh uliral, « Saison paisible »)
- «Нийслэлийн охин» (Niisleliin okhin, « La Fille de la capitale »)
- «Янлинхуар» (Yanlinkhuar), à propos d'une fille aux vêtements comportant de nombreux ornements (ou décorations), (en mongol : хуар / khuar)